# Moi University
Moi University är ett universitet i Kenya.   Det ligger i länet Uasin Gishu, i den västra delen av landet, 240 km nordväst om huvudstaden Nairobi. 